# Retribution (album)
Pour les articles homonymes, voir Retribution.
Albums de Kuniva
Midwest Marauders
(2011)
Retribution est une mixtape de Kuniva, sortie le 16 février 2010. 
Annoncé depuis plusieurs années, Retribution est le premier projet solo de Kuniva, membre du groupe D12, qui limitait jusque-là ses apparitions en solo. Pour l'occasion, il a réuni un grand nombre d'invités. À l'exception de Proof (décédé en 2006), tous les membres de D12 apparaissent, ainsi que Royce da 5'9", Maestro Williams (backeur de D12 sur scène), Salam Wreck (ancien DJ du groupe) ou encore Big Dame et Marv Won (rappeurs de Détroit). 

## Liste des titres
| No  | Titre                                                              | Durée |
| --- | ------------------------------------------------------------------ | ----- |
| 1.  | Intro                                                              | 2:06  |
| 2.  | You Ready? (Produit par Silent Riot)                               | 3:34  |
| 3.  | Ask About Me (Produit par K.I.D.D.)                                | 4:12  |
| 4.  | Jiva Sucka                                                         | 3:02  |
| 5.  | Gun Game Freestyle                                                 | 3:00  |
| 6.  | Diamonds and Gold (featuring Mr. Porter – Produit par Mr. Porter)  | 4:26  |
| 7.  | Bury Me a G Freestyle                                              | 3:41  |
| 8.  | Hurry Up and Buy (Produit par Mr. Porter)                          | 3:00  |
| 9.  | Think U Tuff (featuring Maestro – Produit par K.I.D.D.)            | 3:57  |
| 10. | Die Young (Produit par Mr. Porter)                                 | 3:39  |
| 11. | The Same Thang (featuring Bizarre et Big Dame)                     | 3:19  |
| 12. | Intermission / Its on Freestyle                                    | 3:04  |
| 13. | Clyde the Glyde (Produit par Mr. Porter)                           | 3:05  |
| 14. | Strong Arming Pt. 1 (featuring Marv Won – Produit par Salam Wreck) | 3:58  |
| 15. | Where the Heart Is (Produit par Mr. Porter)                        | 3:42  |
| 16. | Killem All! (featuring Swifty McVay – Produit par Dubb)            | 3:13  |
| 17. | Ghost of Pussy Past                                                | 4:29  |
| 18. | Just Thoughts (Produit par Salam Wreck)                            | 4:23  |
| 19. | Money Clip (featuring Royce da 5'9" – Produit par K.I.D.D.)        | 3:05  |
| 20. | Rondell's Beat Tape (Skit) (featuring Eminem)                      | 2:37  |
| 21. | One More Step Freestyle (featuring Beez)                           | 3:02  |
| 22. | Retribution (Produit par Salam Wreck)                              | 4:01  |
| 23. | Outro                                                              | 0:42  |